# لويس بف
لويس بف (بالإنجليزية: Lewis Pugh)‏ هو محامي بريطاني، ولد في 5 ديسمبر 1969 في بليموث في المملكة المتحدة.

## وصلات خارجية
- الموقع الرسمي